# Барон Арундел из Трерайса
Барон Арундел из Трерайса (англ. Baron Arundel of Trerice) — дворянский титул в пэрстве Англии, существовавший в 1664—1768 годах. В настоящее время находится в состоянии ожидания.

## История

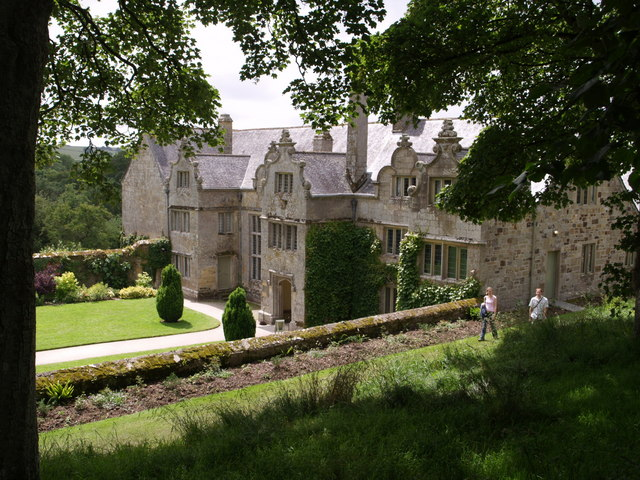
Трерайс, главное поместье баронов Арундел из Трерайса

Титул был создан в пэрстве Англии 23 марта 1664 года для Ричарда Арундела, землевладельца из Трерайса (в Корнуолле). После смерти его правнука, Джона Арундела, 4-го барона Арундел из Трерайса, титул перешёл в состояние ожидания наследника.

## Список баронов Арундел из Трерайса
- 1664—1687: Ричард Арундел[англ.] (до  1622 — ок. октября 1687), 1-й барон Арундел из Трерайса с 1664[1][2].
- 1687—1697: Джон Арундел[англ.] (1 сентября 1649 — 7 сентября 1697), 2-й барон Арундел из Трерайса с 1687, сын предыдущего[1][3].
- 1697—1706: Джон Арундел[англ.] (25 февраля 1678 — 24 сентября 1706), 3-й барон Арундел из Трерайса с 1697, сын предыдущего[1][4].
- 1706—1768: Джон Арундел[англ.] (21 ноября 1701 — ок. 10 августа 1768), 4-й барон Арундел из Трерайса с 1706, сын предыдущего[1][5].